# Klubblav
Klubblav (Dibaeis baeomyces) är en lavart som först beskrevs av Carl von Linné d.y., och fick sitt nu gällande namn av Rambold & Hertel. Klubblav ingår i släktet Dibaeis och familjen Icmadophilaceae.  Arten är reproducerande i Sverige. Inga underarter finns listade i Catalogue of Life.

## Källor

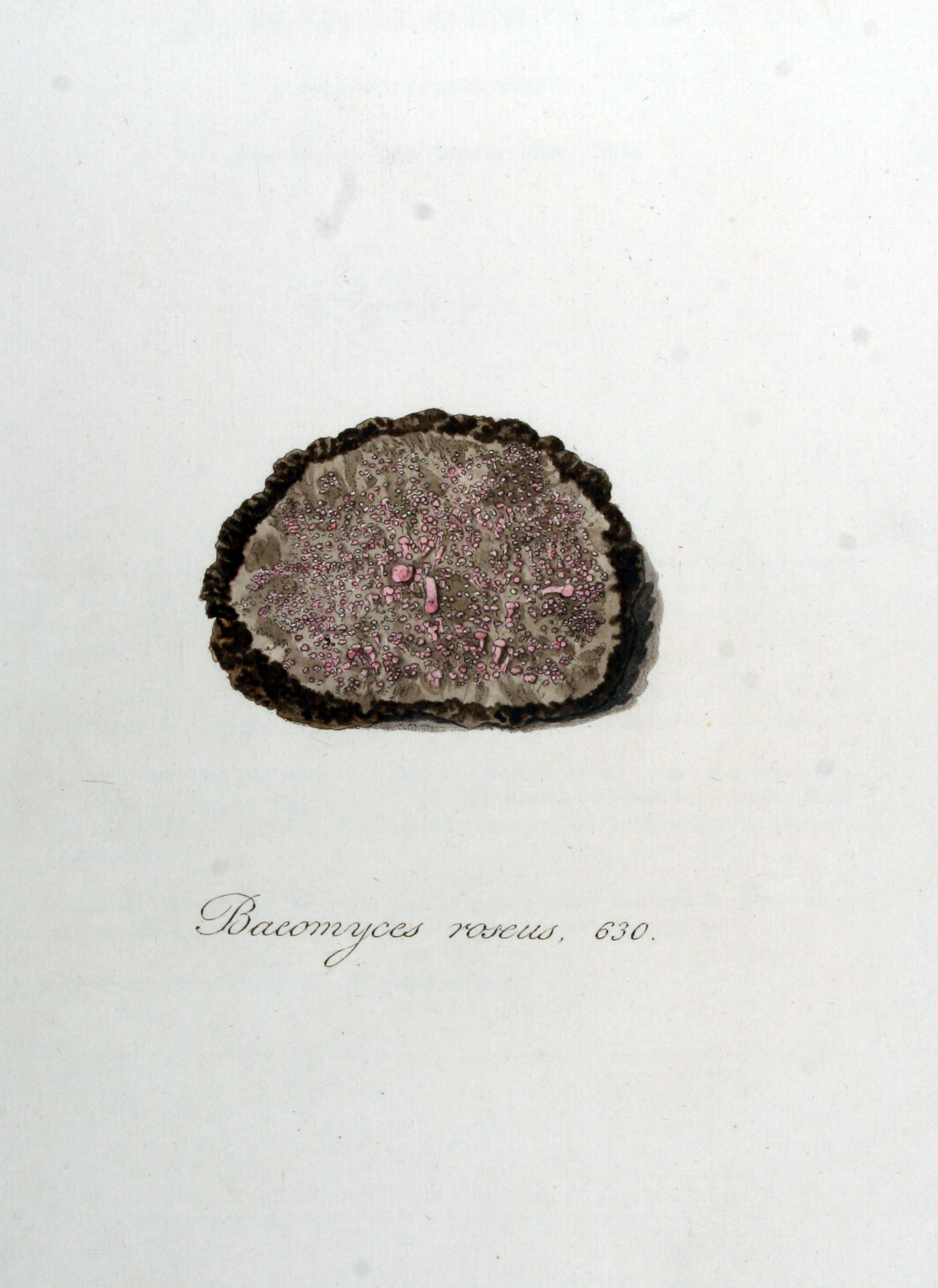
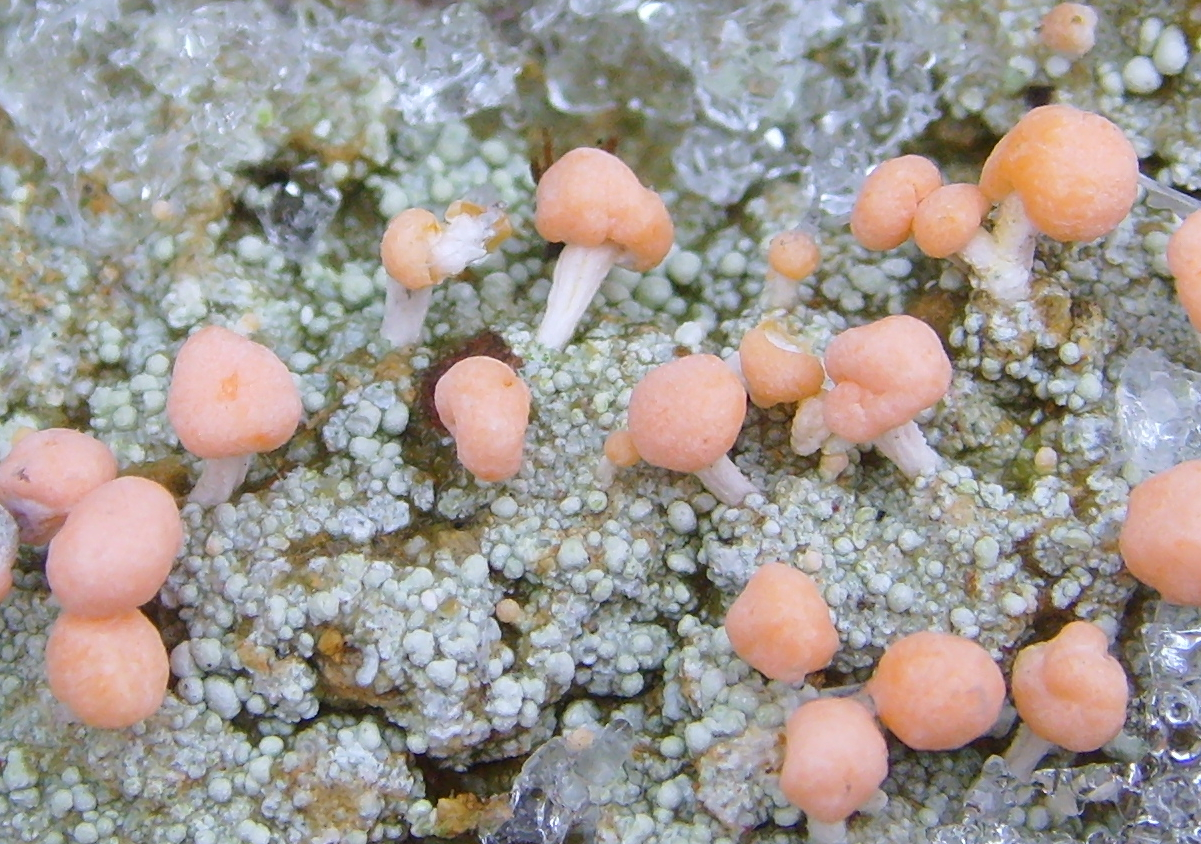
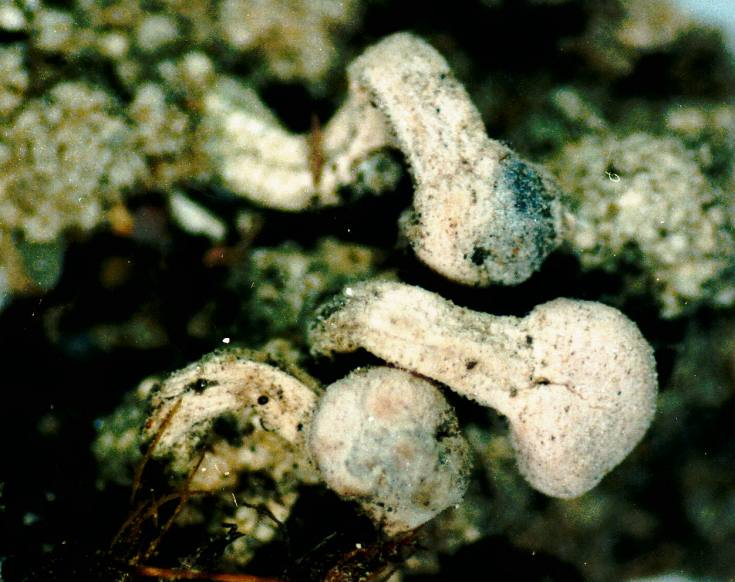
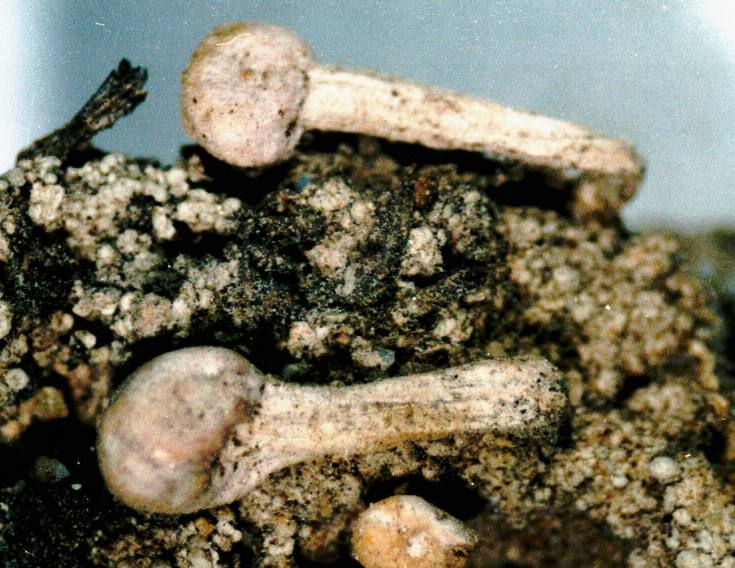
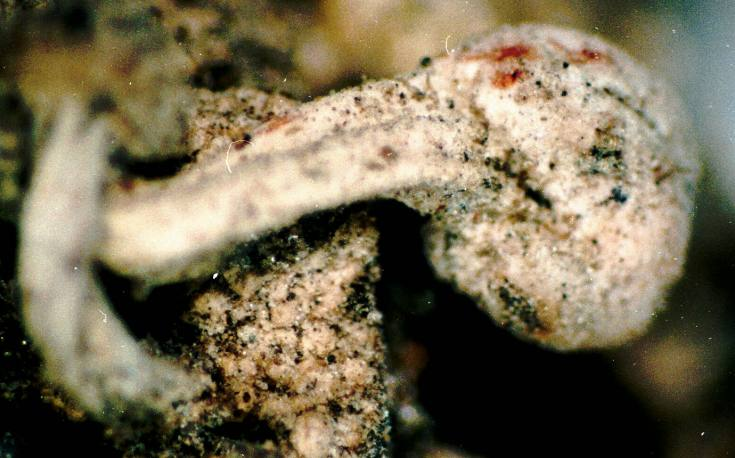
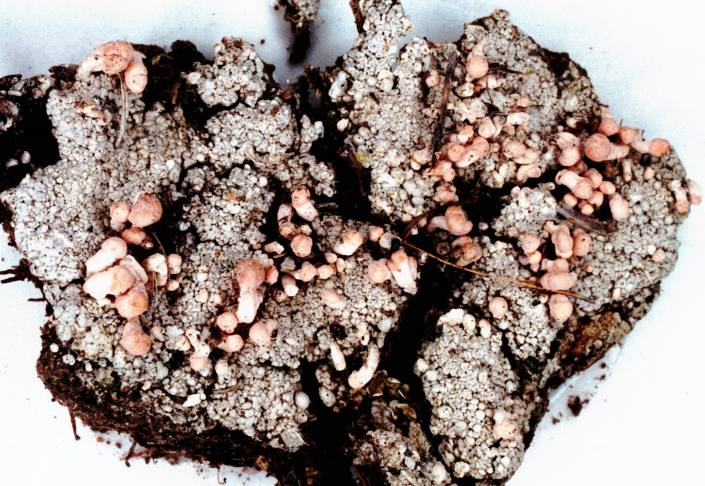
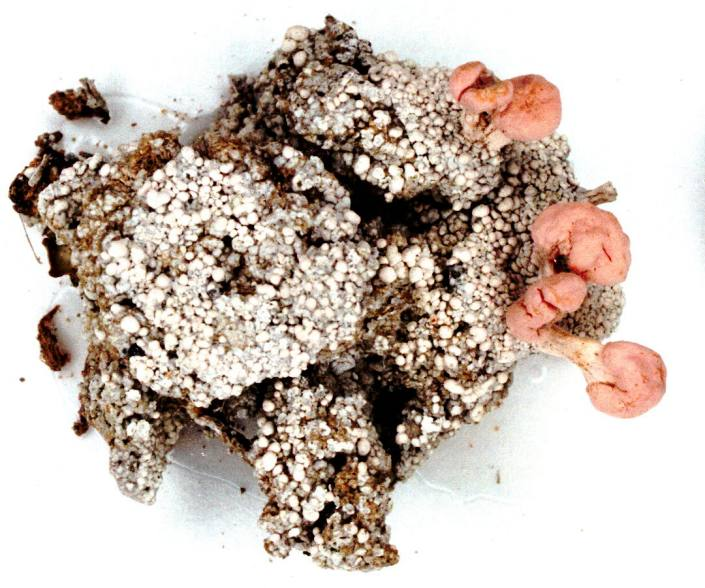
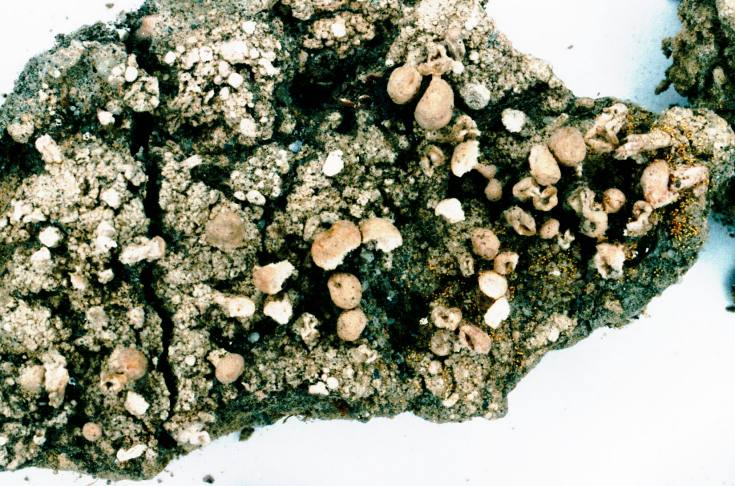